# Tanji Bridge
El Tanji Bridge es un puente de carretera situado en Gambia. Con aproximadamente 40 metros de largo y 9 de ancho, atraviesa el río Tanji al norte de la localidad de Tanji, directamente en la desembocadura del río en el Océano Atlántico. El puente pasa por la Coastal Road (literalmente Carretera Costera).
El antiguo Tanji Bridge de aproximadamente 10 metros está situado más al este y ya no se usa.